# Ilja Oberyszyn
Ilja (Ilko) Stepanowycz Oberyszyn, ps. „Stećko”, „Kobzar”, „Ochrim”, „R-5” (ukr. Ілля Степанович Оберишин; ur. 1921 we wsi Potok w powiecie rohatyńskim, zm. 11 listopada 2007 w Tarnopolu) – ukraiński partyzant, członek Organizacji Ukraińskich Nacjonalistów i Ukraińskiej Powstańczej Armii, który spędził 40 lat w podziemiu. Najdłużej aktywny członek OUN-UPA i jedyny, który nigdy się nie ujawnił i doczekał niepodległej Ukrainy.

## Życiorys
Urodził się w 1921 roku we wsi Potok w powiecie rohatyńskim w województwie stanisławowskim. Uczył się w gimnazjum w Rohatynie. W wieku 17 lat został członkiem „Junactwa” OUN, gdzie powierzono mu zadania agitacji antynikotynowej i antyalkoholowej.
Po aneksji wschodnich województw Rzeczypospolitej przez ZSRR w 1939 roku wstąpił na wydział fizyki i matematyki Uniwersytetu Lwowskiego. Po rozpoczęciu masowych aresztowań studentów porzucił studia i zajął się tajnym nauczaniem.
W 1941 roku został członkiem Organizacji Ukraińskich Nacjonalistów, przyjmując pseudonim „Stećko” na cześć jednego z przywódców Organizacji, Jarosława Stećki. W tym samym roku ponownie poszedł na studia, ale tym razem wstąpił do Lwowskiego Instytutu Medycznego. OUN poleciła mu zdobywanie leków dla rannych partyzantów. Na początku kwietnia 1944 roku zszedł do podziemia. Wkrótce został przeniesiony do pomocniczej struktury UPA „Ukraiński Czerwony Krzyż”. Po przeszkoleniu został mianowany dowódcą regionalnym UCzK.
Na początku 1947 roku rozwiązano służbę medyczną UPA, po czym Oberyszyn został członkiem sztabu referencyjnego Służby Bezpieczeństwa OUN pod tarnopolskim kierownictwem regionalnym OUN.
Od września 1947 roku był regionalnym przywódcą OUN i obwodowej SB OUN w rejonie zbaraskim. W 1951 roku stracił kontakt z kierownictwem i działał dalej samodzielnie. Przez czterdzieści lat był „nielegalny”, nie posiadał żadnych radzieckich dokumentów. Zarejestrowano go w urzędzie dopiero 3 grudnia 1991 roku.
Mieszkał w Tarnopolu. Należał do partii politycznej Ludowy Ruch Ukrainy i był szefem obwodowego „Memoriału”.
Miesiąc przed śmiercią, Dekretem Prezydenta Ukrainy nr 958 z dnia 10 października 2007 roku Ilja Oberyszyn został odznaczony Orderem „Za zasługi” III stopnia.
Zmarł 11 listopada 2007 roku w Tarnopolu.

## Wywiad z 2007
Cytaty z wywiadu Ilji Oberyszyna dla gazety „Niezawisimost’” z 9 maja 1997 roku:

W 1951 roku zginęli moi przyjaciele. Zostałem sam, bez żadnych kontaktów. Udawałem się na alternatywne punkty spotkań — ale tam też nikt się nie pojawiał, a wszyscy inni ginęli. A potem postanowiłem zejść głęboko pod ziemię. Zerwałem wszelkie więzi z cywilami, z którymi byłem związany w czasie walki o wyzwolenie. Utrzymywałem kontakty tylko z tymi, do których miałem stuprocentowe zaufanie

Przez czterdzieści lat nie spałem w łóżku. Ciągle wędrowałem z miejsca na miejsce. Nie ma ani jednej wsi w regionie, w której bym się nie ukrywał. Latem w chłopskim ubraniu – na targowiskach Tarnopola, a zimą – gdziekolwiek mogłem, głównie na strychach, w słomie. Przecież nikt [obcy] tam nie wchodził – pojawiali się tam tylko zięciowie, synowe, wnuki

Czuli, że żyję i nie przestali [mnie] szukać aż do ostatnich dni istnienia KGB. Ale dopiero 3 grudnia 1991 roku, gdy usłyszałem w pierwszych wiadomościach radiowych wyniki ukraińskiego referendum – zrozumiałem, że to nie ich ogromna siła, ale ja, samotny, wyczerpany – wygrałem. Moi towarzysze, którzy oddali życie za Ukrainę, wygrali

## Życie prywatne
Żonaty z Emilią Turczyn (1928 – 9 czerwca 2018). Mieli syna Arkadija.